# 大阪ステーションシティ

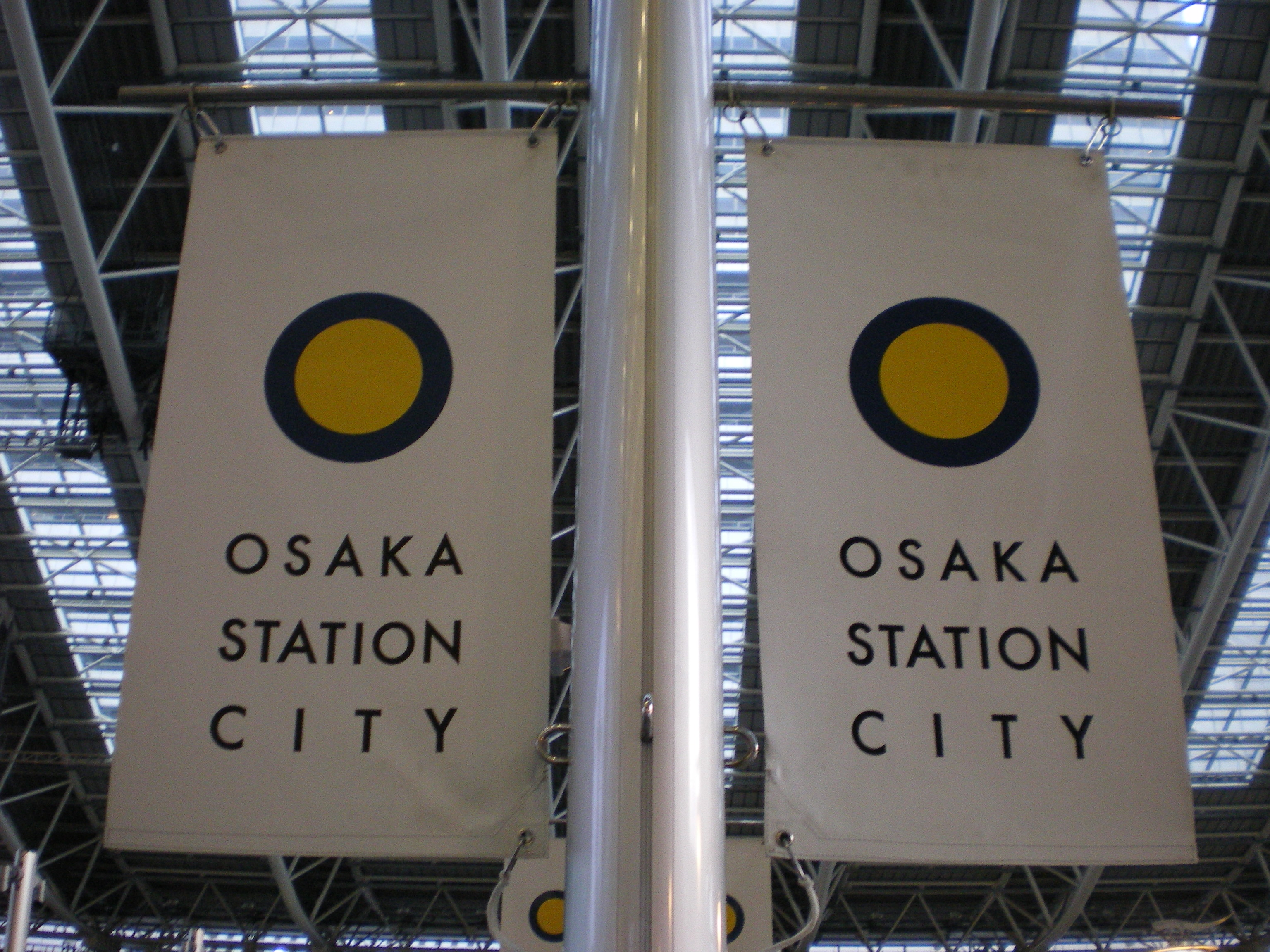
大阪ステーションシティのロゴ

大阪ステーションシティ（おおさかステーションシティ、英語: OSAKA STATION CITY）は、大阪市北区梅田三丁目に所在する大阪駅の駅ビルであり、JR大阪駅を中核とした巨大複合商業施設である。ホテルやオフィス、ファッションビル、百貨店、シネマコンプレックスなどで構成される。大阪ステーションシティは世界最大の駅ビルである。
2011年5月4日に、JR西日本による再開発によって大阪駅南側と北側の駅ビルが誕生した（駅南側については既存駅ビルの増築と改称）。2024年7月31日に、駅西側の新駅ビル2棟が新たに開業した。運営・管理はJR西日本グループのJR西日本ステーションシティ。

## 概要
大阪駅構内の駅ナカ商業施設、及び大阪駅北側の「ノースゲートビルディング」と南側の「アクティ大阪」を増築した上で改称した「サウスゲートビルディング」、及び2024年に大阪駅西側に新規開業した「イノゲート大阪」と「JPタワー大阪」の4棟のビルで構成されている。
「大阪ステーションシティ」という名称は、「発見。感動。OSAKA Grand Station」という開発コンセプトを踏まえて、新しい「まち」が大阪駅に位置することを分かりやすくシンプルに表現したものであり、「ノースゲートビルディング」と「サウスゲートビルディング」は「大阪ステーションシティ」の南北にそびえる玄関口であることをシンプルに表現したものである。
2011年に誕生したときには、大阪ステーションシティ全体（ノースゲートビルディング、サウスゲートビルディング、大阪駅構内を含む）の総延床面積は約53万m2となり、かつては名古屋駅（JRセントラルタワーズ・41万6,565m2）を上回り延べ床面積の点で駅ビルとしては日本一の規模となった。だが2017年4月に名古屋駅北隣（名古屋ターミナルビル跡地）にJRゲートタワー（約26万5575m2）が開業して以降はこれも合わせると最終的な駅ビルの総延床面積は約68万m2となり、大阪ステーションシティ全体の規模を上回った。しかし2024年にJPタワー大阪とイノゲート大阪が新たに大阪ステーションシティに加わり延べ床面積が約82万m2となり抜き返し、現在大阪ステーションシティは日本最大の駅ビルである。また、店舗面積（ルクア+ルクアイーレ+大丸梅田店）でも約12万m2と大規模なものとなり、ららぽーとTOKYO-BAY（千葉県船橋市、約10万2000m2）を抜き、イオンレイクタウン（埼玉県越谷市、24万5,223m2）、イオンモール幕張新都心（千葉県千葉市、約12万8000m2）に次いで日本3位の規模を誇る西日本最大の巨大商業施設となる。
2011年にノースゲートビルディングで開業した百貨店のJR大阪三越伊勢丹は、百貨店激戦区の梅田エリアにおいて、売上不振により一旦閉店し、2015年にファッションビルのルクアイーレに転換した。ノースゲートビルディング西館のルクアイーレは同ビル東館に位置するルクアとともに「ルクア大阪（LUCUA osaka）」を構成している。

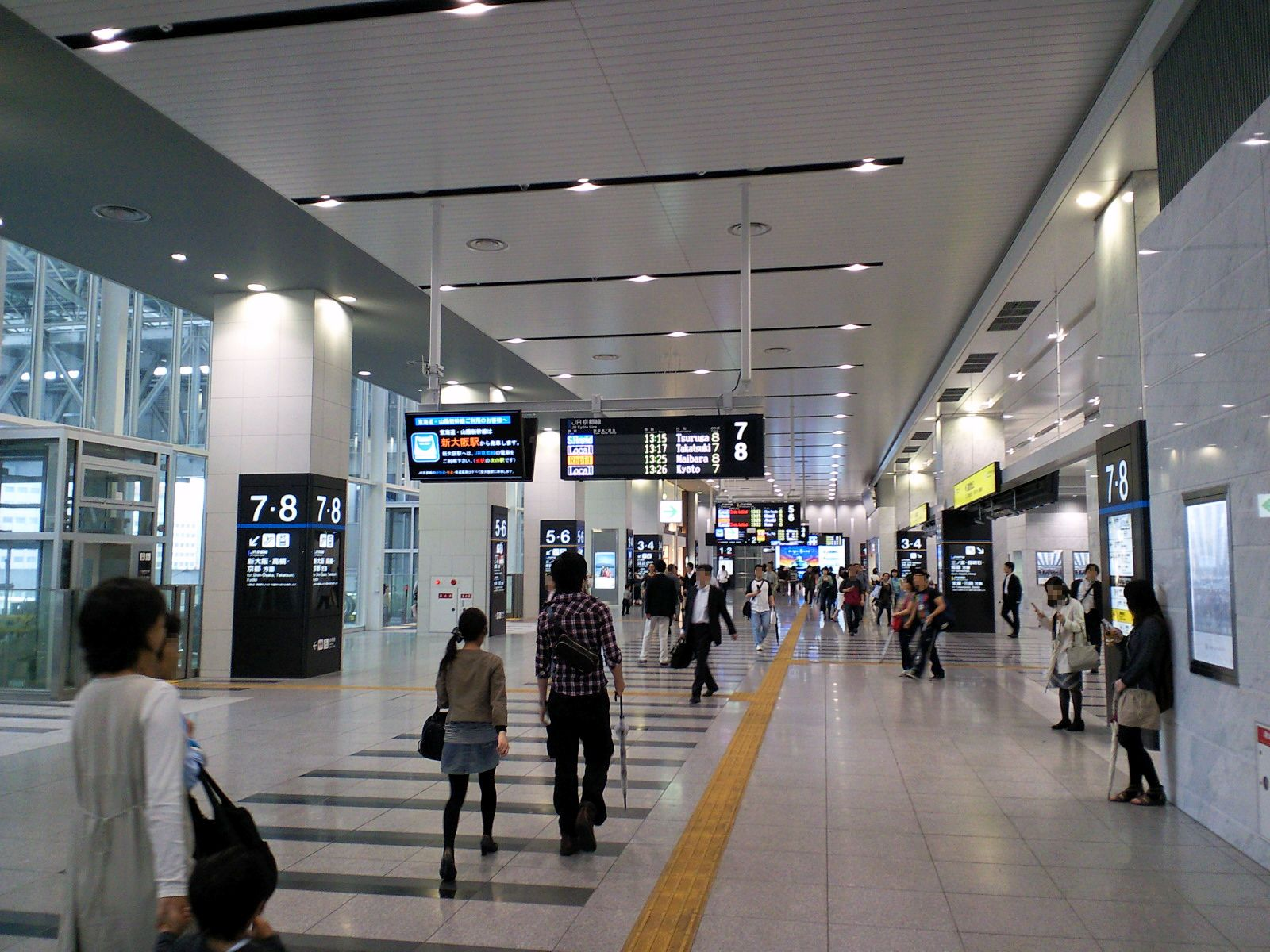
橋上駅舎

大阪駅上空には2階建ての人工地盤が建設され、南北連絡橋と橋上駅舎が設置された。南北2つの駅ビルは南北連絡橋によって往来できるようになり、橋上駅舎には直結する改札口「連絡橋口」が設置された。さらに、北側には阪急電鉄の大阪梅田駅、南側には歩道橋に繋がるペデストリアンデッキを設置、複合施設のグランフロント大阪にもデッキで繋っており、回遊性を高めている。
南北2つのビル間には、プラットホーム中央部を覆うように弧を描く巨大な片流れの大屋根が設置された。東西長約180m、南北長約100mで、高さは最も高い地点で約50mに達する。一部ガラス製で自然光が差し込む造りである。これに伴い、既存のホーム屋根は端部を残して撤去される予定であったが、風に飛ばされた雨が隙間から吹き込むことが発覚したため、ホームの一部にガラス製の透明な屋根が取り付けられている。
総事業費は2,100億円に及び、大阪駅の1日の平均乗降客数は約85万人だが、JR西日本では大阪ステーションシティの開業で91万人にまで増えると想定している。また、開業後の同駅の増収効果を、鉄道業や流通業、ビルのテナント料収入などで年間725億円と試算され、開業当初は減価償却費などが嵩むが、5 - 6年後には利益を生み始めると見積もられている。
オープンから約8ヶ月余の2012年1月17日に来店者数が1億人を突破、2013年10月6日に3億人を突破、2015年7月31日に5億人を突破、2018年1月21日に8億人を突破、2019年7月16日に10億人を突破した。

## フロア構成
| 階         | サウスゲートビルディング      | サウスゲートビルディング                               | JR大阪駅                                      | ノースゲートビルディング                               | ノースゲートビルディング                               | ノースゲートビルディング                               |
| 階         | 増床部                        | 旧アクティ大阪部                                       | JR大阪駅                                      | 中央                                                   | 西                                                     | 東                                                     |
| ---------- | ----------------------------- | ------------------------------------------------------ | --------------------------------------------- | ------------------------------------------------------ | ------------------------------------------------------ | ------------------------------------------------------ |
| 28階       | ×                             | ×                                                      |                                               | ×                                                      | ラグナヴェール PREMIER                                 | ×                                                      |
| 20 - 27階  | ×                             | ホテルグランヴィア大阪                                 |                                               | ×                                                      | オフィス                                               | ×                                                      |
| 19階       | ×                             | ホテルグランヴィア大阪 レストランフロア                |                                               | ×                                                      | オフィス                                               | ×                                                      |
| 18階       | ×                             | （ゴーストフロア）                                     |                                               | ×                                                      | オフィス                                               | ×                                                      |
| 17階       | 太陽の広場                    | 総合クリニック                                         |                                               | ×                                                      | オフィス                                               | ×                                                      |
| 16階       | 太陽の広場                    | うまいものプラザ                                       |                                               | ×                                                      | オフィス                                               | ×                                                      |
| 15階       | 太陽の広場                    | 大丸梅田店                                             |                                               | ×                                                      | オフィス                                               | ×                                                      |
| 14階       | 大丸エキウエダイニング 美食区 | 大丸エキウエダイニング 美食区                          |                                               | 天空の農園                                             | オフィス                                               | ×                                                      |
| 12・13階   | 大丸梅田店                    | 大丸梅田店                                             |                                               | コナミスポーツクラブ大阪ステーションシティ             | コナミスポーツクラブ大阪ステーションシティ             | コナミスポーツクラブ大阪ステーションシティ             |
| 11階       | 大丸梅田店                    | 大丸梅田店                                             |                                               | 大阪ステーションシティシネマ・サポートプラザ・風の広場 | 大阪ステーションシティシネマ・サポートプラザ・風の広場 | 大阪ステーションシティシネマ・サポートプラザ・風の広場 |
| 10階       | 大丸梅田店                    | 大丸梅田店                                             |                                               | ルクアダイニング 和らぎの庭                            | ルクアダイニング                                       | ルクアダイニング                                       |
| 8・9階     | 大丸梅田店                    | 大丸梅田店                                             |                                               | 吹き抜け                                               | ルクア1100                                             | ルクア                                                 |
| 7階        | 大丸梅田店                    | 大丸梅田店                                             |                                               | 連絡通路                                               | ルクア1100                                             | ルクア                                                 |
| 6階        | 大丸梅田店                    | 大丸梅田店                                             | ←6階 時空の広場 5階→                          | 吹き抜け                                               | ルクア1100                                             | ルクア                                                 |
| 5階        | 大丸梅田店                    | 大丸梅田店                                             | ←6階 時空の広場 5階→                          | 連絡通路                                               | ルクア1100                                             | ルクア                                                 |
| 4階        | 大丸梅田店                    | 大丸梅田店                                             |                                               | 吹き抜け                                               | ルクア1100                                             | ルクア                                                 |
| 3階        | 大丸梅田店                    | 大丸梅田店                                             | ←3階 南北連絡橋 2階→                          | 連絡通路                                               | ルクア1100                                             | ルクア                                                 |
| 2階        | 大丸梅田店                    | 大丸梅田店                                             | ←3階 南北連絡橋 2階→                          | アトリウム広場                                         | ルクア1100                                             | ルクア カリヨン広場                                    |
| 2階        | 大丸梅田店                    | 大丸梅田店                                             | ホーム                                        | アトリウム広場                                         | ルクア1100                                             | ルクア カリヨン広場                                    |
| 1階        | 南ゲート広場                  | 大丸梅田店 ホテルグランヴィア大阪 （フロント・ロビー） | 1階コンコース ALBi・梅三小路 エキマルシェ大阪 | 連絡通路                                               | ルクア1100                                             | ルクア                                                 |
| 地下1階    | 大丸梅田店                    | 大丸梅田店                                             | エキマルシェ大阪クロスト                      | ルクア ルクア1100                                      | ルクア1100                                             | ルクア                                                 |
| 地下2階    | 大丸梅田店                    | 大丸梅田店                                             |                                               | バルチカ・isetan Food Hall                             | バルチカ・isetan Food Hall                             | バルチカ・isetan Food Hall                             |
| 地下3・4階 | 地下駐車場                    | 地下駐車場                                             |                                               |                                                        |                                                        |                                                        |

## 経緯

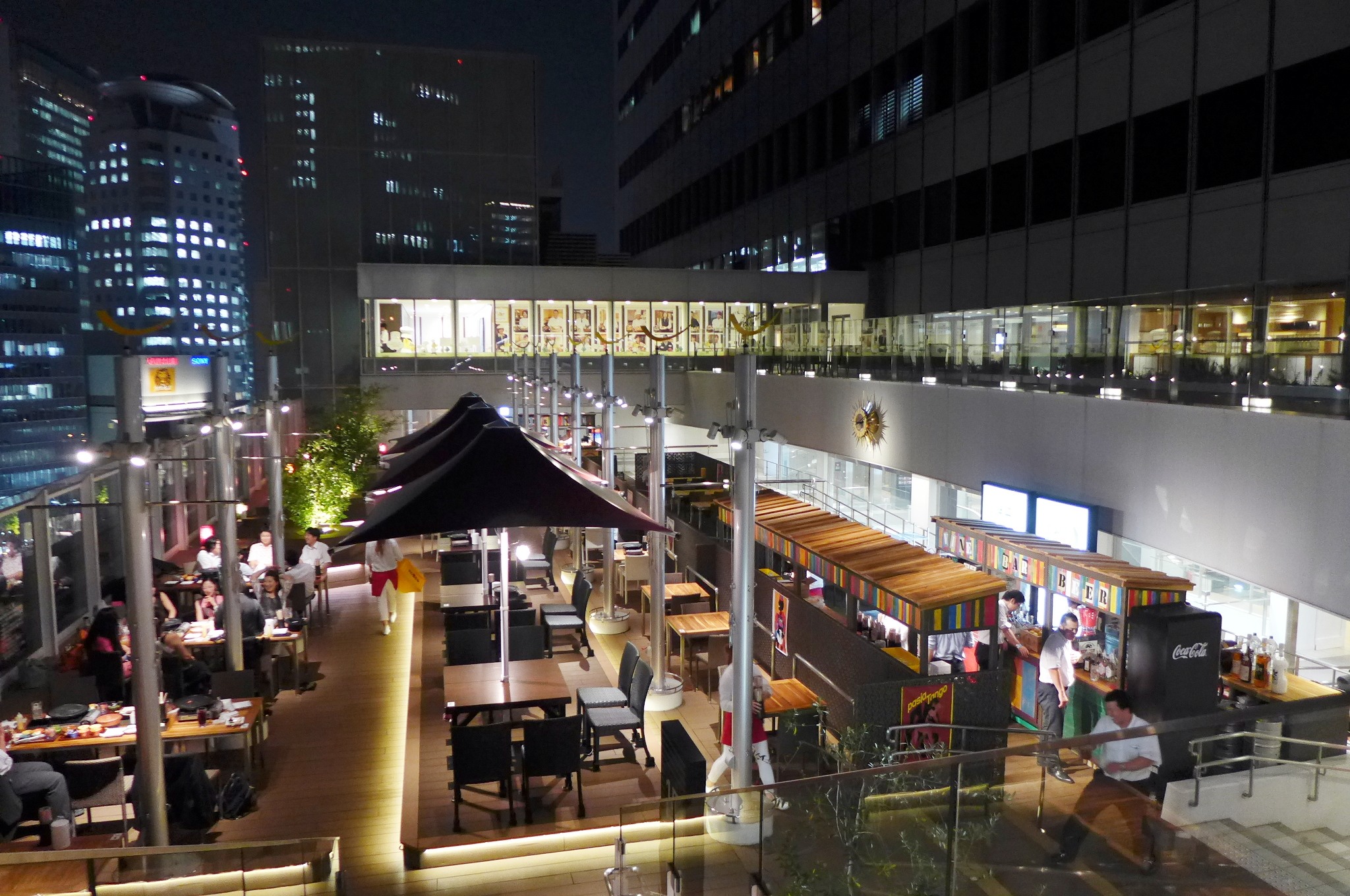
太陽の広場

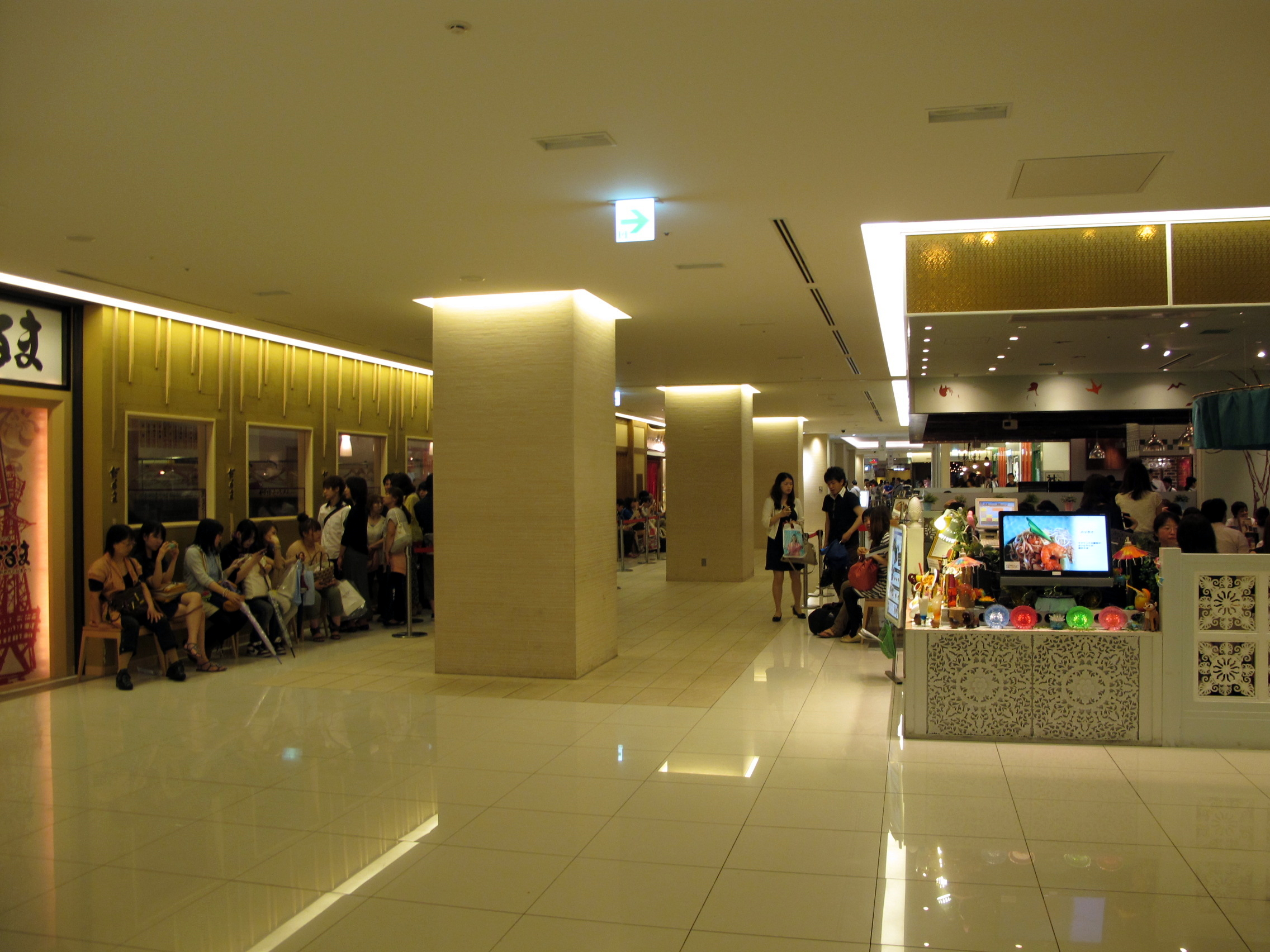
ルクア

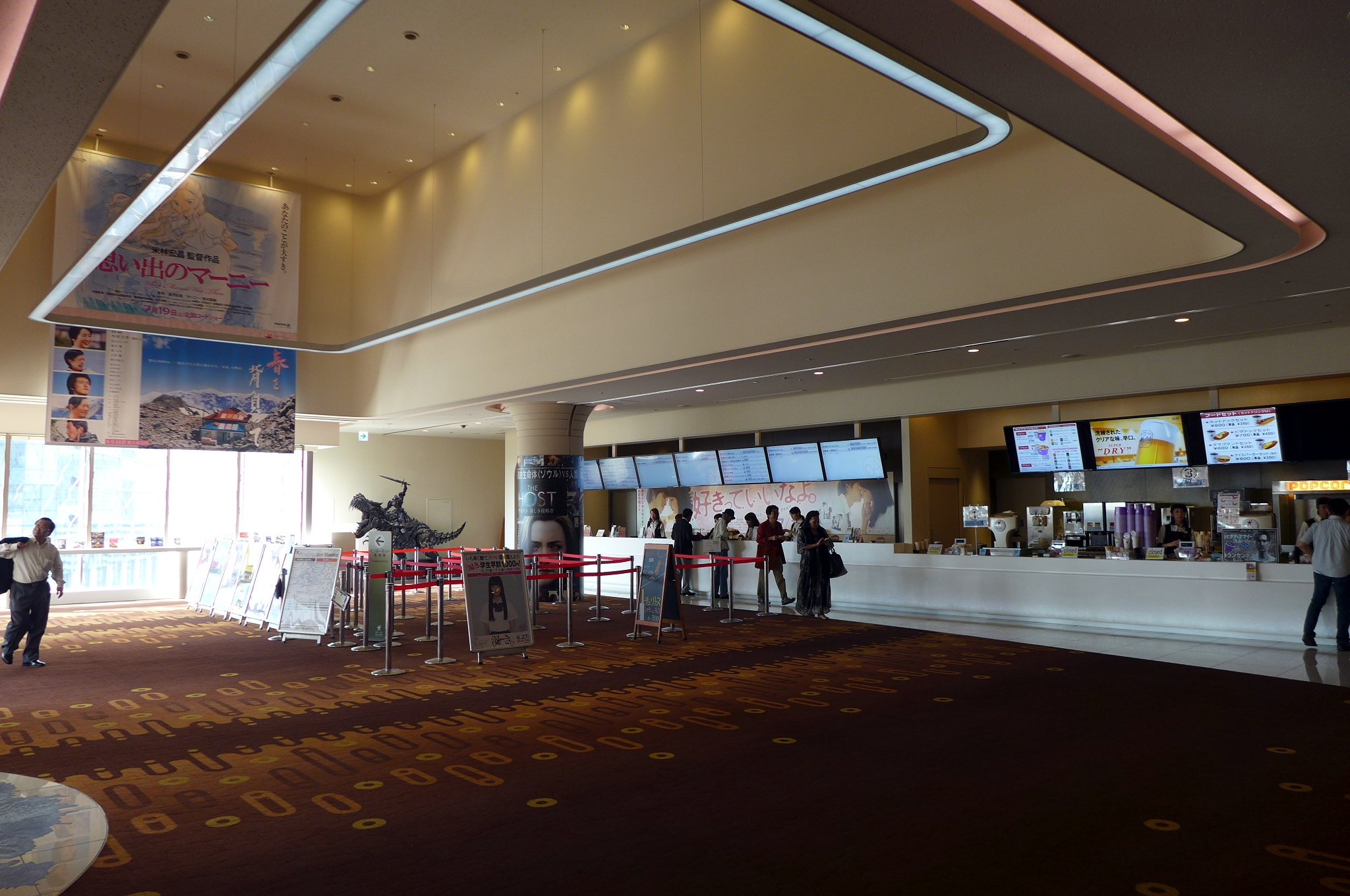
大阪ステーションシティシネマ

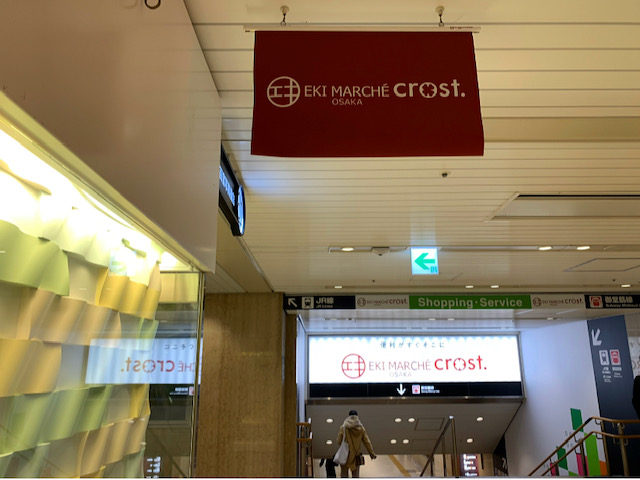
クロスト

- 2003年12月 - 「大阪駅改良・新北ビル開発」計画を発表。
- 2004年5月 - 大阪駅の改良工事が開始される。
- 2005年
  - 4月 - 新北ビルのデザインが決定。
  - 10月 - 三越が新北ビルへの出店を決定。
  - 12月 - 「大阪駅南側広場整備・アクティ大阪増築」計画を発表。
- 2006年
  - 2月 - 旧北ビルの解体工事が開始される。
  - 10月 - 新北ビルの建設工事が開始される。
- 2008年
  - 4月 - 三越と伊勢丹の経営統合に伴い、新北ビルに出店する百貨店が三越から伊勢丹主導（運営はジェイアール西日本伊勢丹）に変更。
  - 5月 - アクティ大阪の増築工事が開始される。
- 2010年
  - 1月22日 - 大阪駅再開発エリアの名称を「大阪ステーションシティ」に、新北ビルの名称を「ノースゲートビルディング」に、アクティ大阪の新名称を「サウスゲートビルディング」に決定[5]。
  - 1月28日 - ノースゲートビルディングの上棟式が行われる。
- 2011年
  - 3月16日 - サウスゲートビルディングが開業。
  - 4月11日 - 大阪駅の橋上駅舎の使用が開始される。
  - 5月4日 - ノースゲートビルディングが開業。同時に大阪ステーションシティがグランドオープン。
- 2012年
  - 1月17日 - 来店者数が1億人を突破[14]。
  - 11月28日 - 来店者数が2億人を突破[15]
- 2013年
  - 4月 - グランフロント大阪の開業に伴い、アトリウム広場から北側のエリアが通行可能になる。
  - 10月6日 - 来店者数が3億人を突破[14]。
- 2014年7月28日 - 売上げ不振による改装のためJR大阪三越伊勢丹の売場の一部が閉鎖[注釈 2]。
- 2015年
  - 3月25日 - アトリウム広場の「O-Vision」が三菱電機製オーロラビジョンに更新。4月1日より運用開始[16][17]。
  - 4月2日 - 業績不振により改装中であったJR大阪三越伊勢丹が店名を「LUCUA 1100（ルクアイーレ）」に改めリニューアルオープン[18]。
  - 7月31日 - 来店者数が5億人を突破[14]。
- 2018年1月21日 - 来店者数が8億人を突破[14]。
- 2019年7月16日 - 来店者数が10億人を突破[14]。

## 各施設の概要

### ノースゲートビルディング
- ルクア
- ルクアイーレ（LUCUA 1100）
- オフィス

### サウスゲートビルディング
- 大丸梅田店
- ホテルグランヴィア大阪

### イノゲート大阪
- バルチカ03
- オフィス

### JPタワー大阪
- KITTE大阪
- SkyシアターMBS
- THE OSAKA STATION HOTEL, Autograph Collection
- オフィス

### 駅構内施設
- エキマルシェ大阪 - ギャレ大阪本館跡地に、2012年10月31日にオープン[19]。
- エキマルシェ大阪クロスト
- エキマルシェ大阪ウメスト
- セントラルコート
- イーストコートミドー
- うめきたグリーンプレイス

### 広場

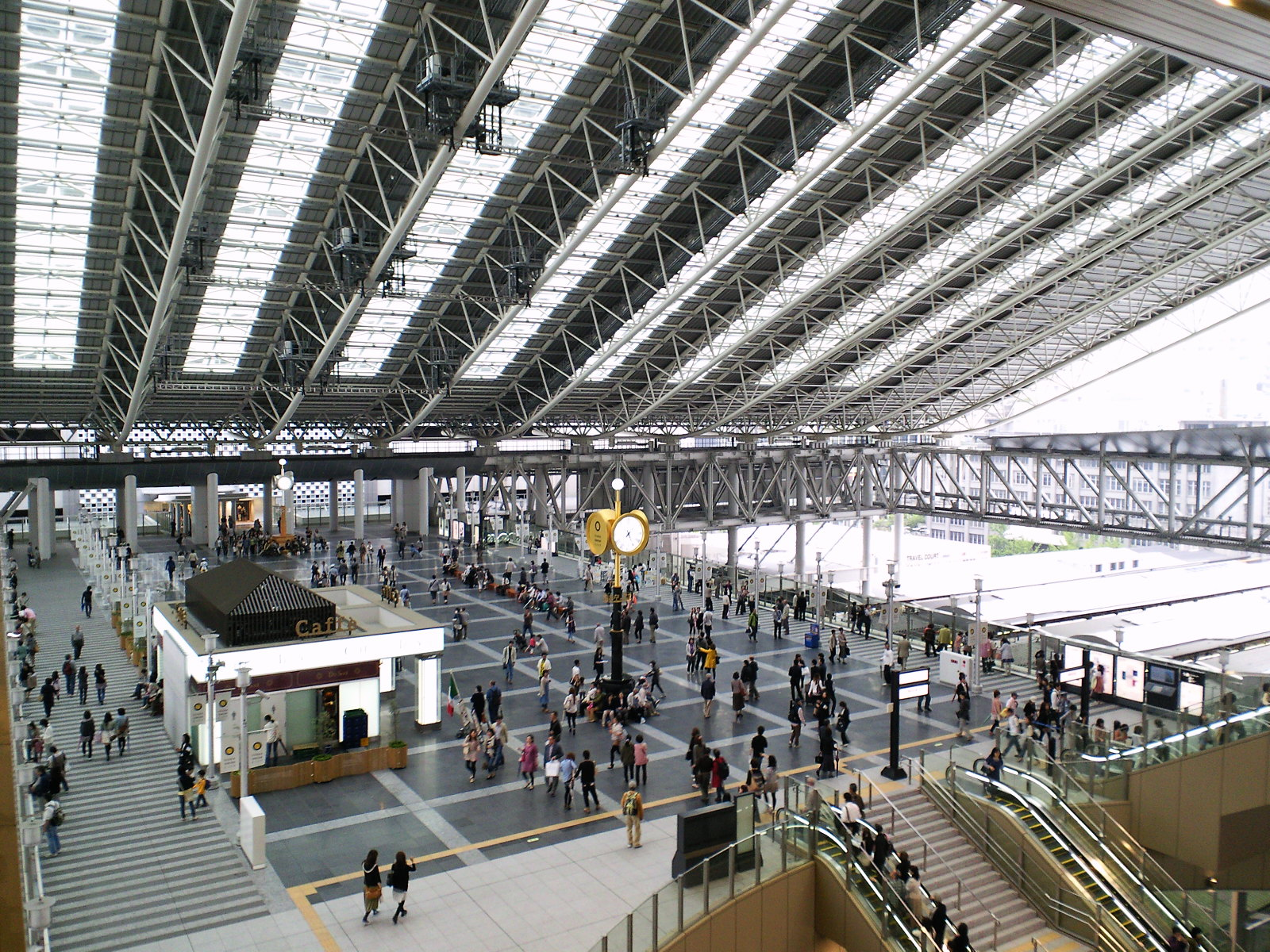
時空の広場

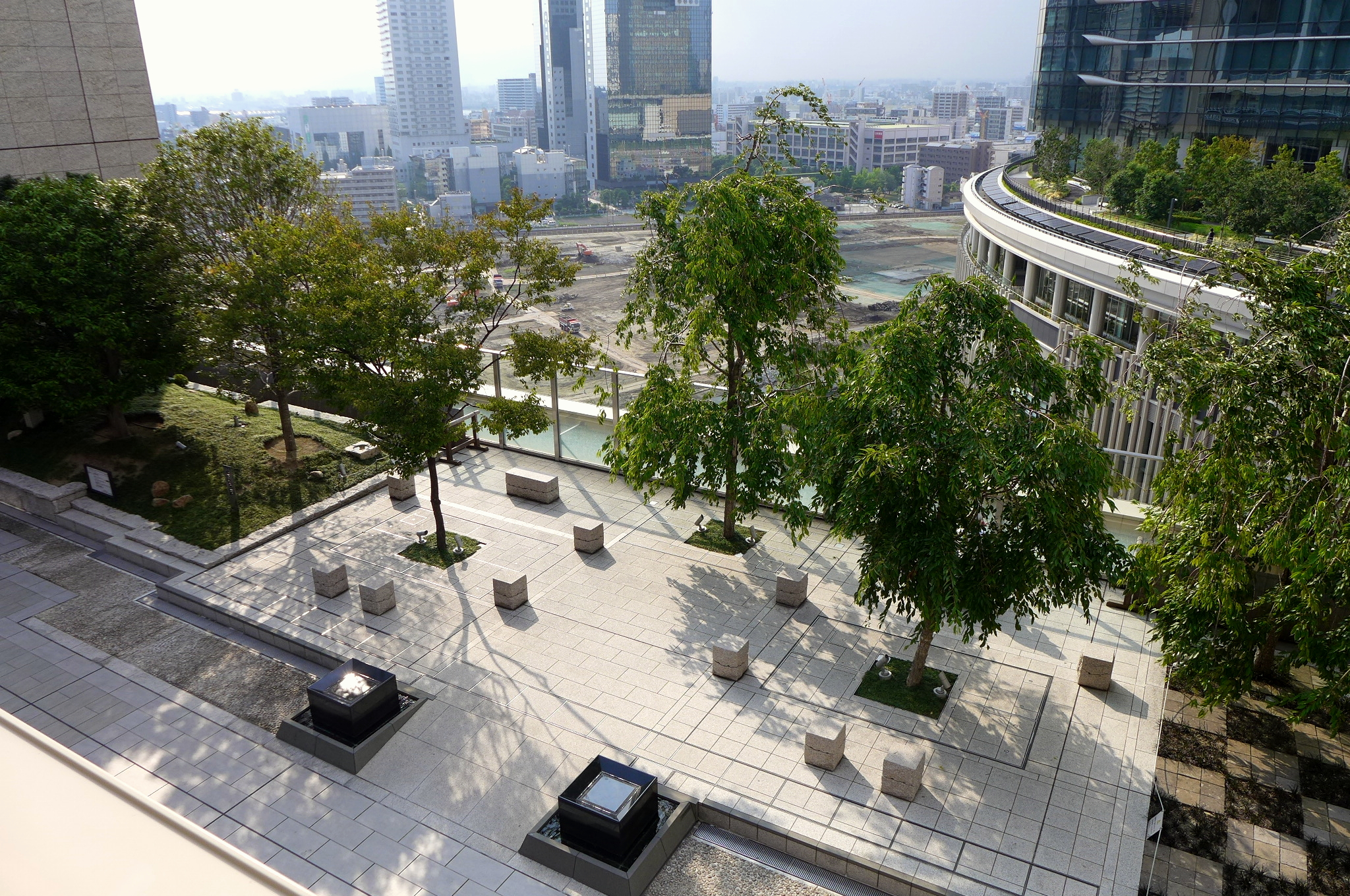
10階和らぎの庭

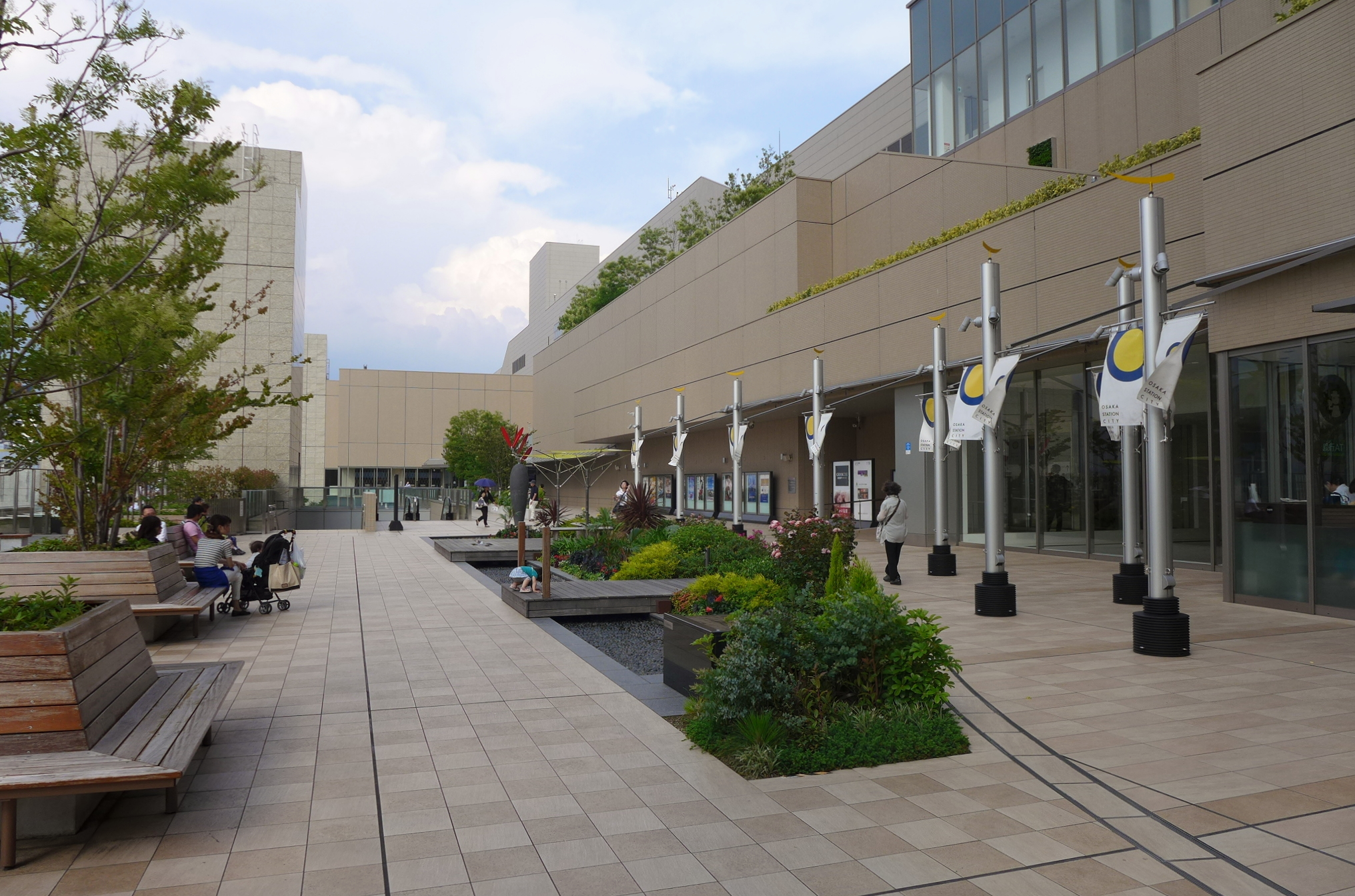
11階風の広場

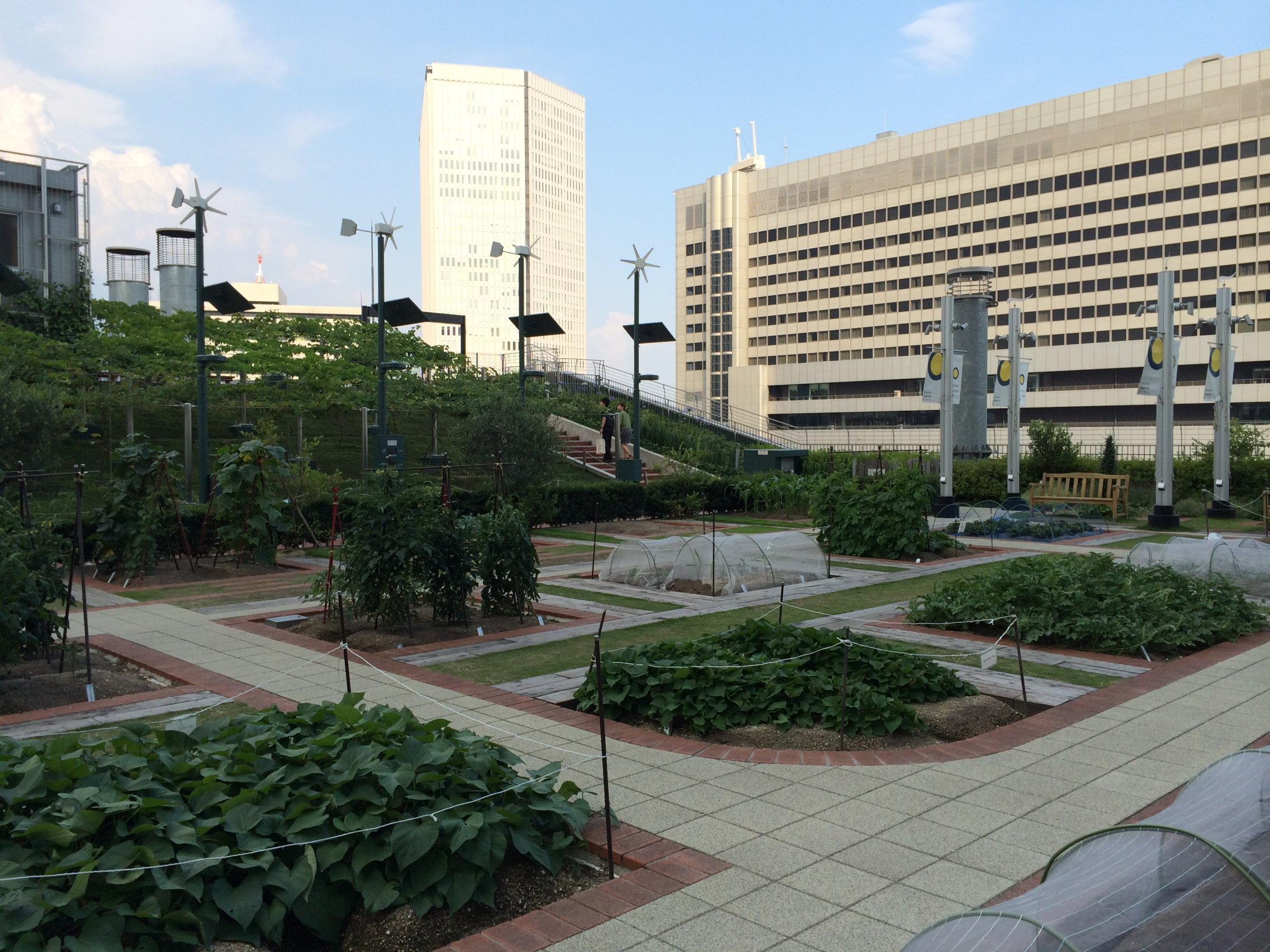
14階天空の農園

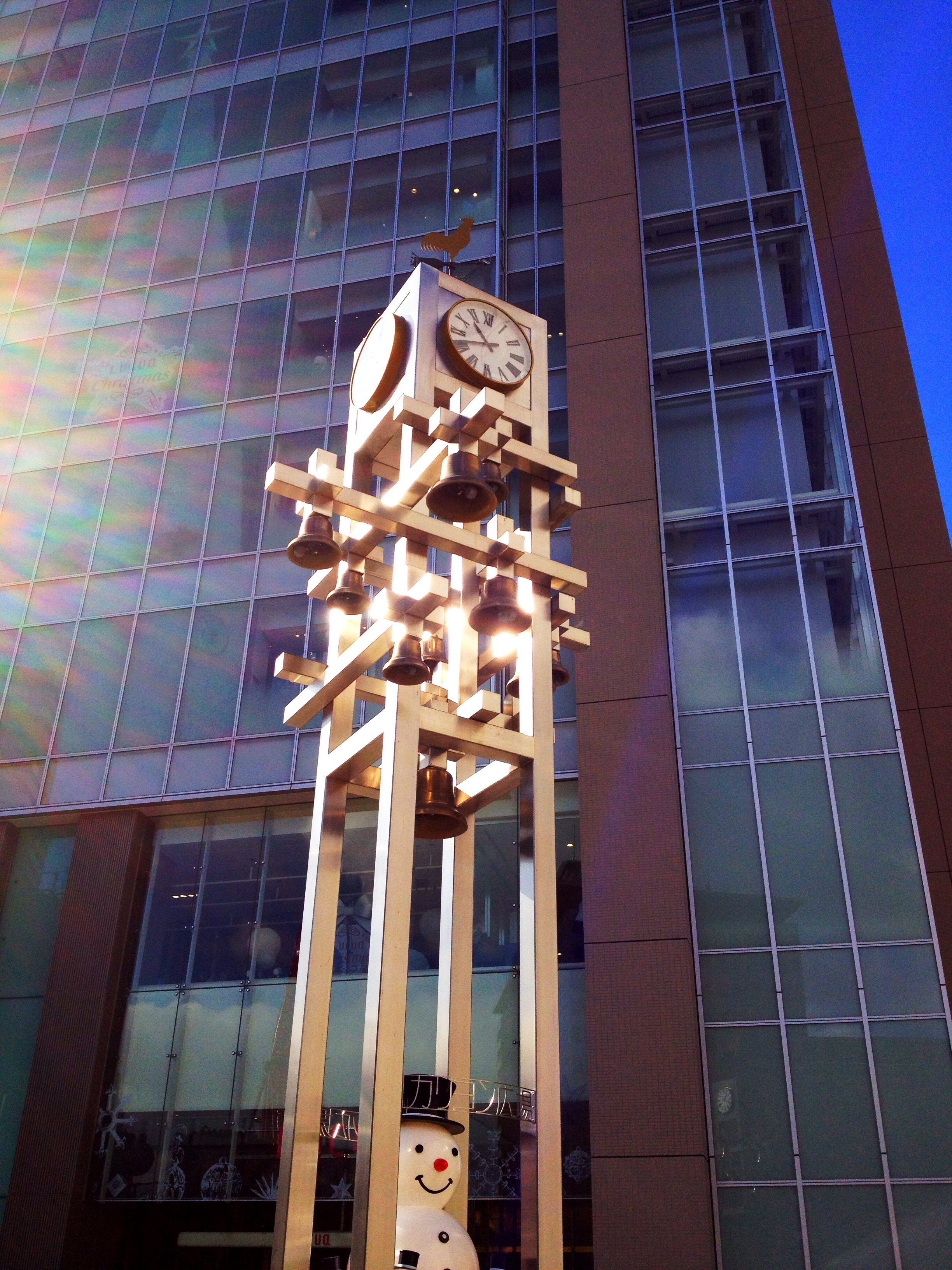
カリヨン広場の「カリヨンの鐘」

施設内に「水」「緑」「時」「エコ」「情報」をテーマにした8つの広場が設置される。いずれも、デザインは水戸岡鋭治が監修した。
時空（とき）の広場
橋上駅舎の上に位置し、発着する列車をジオラマのように見下ろせる幅38m・面積3,000m2の大広場である。オープンカフェや金時計・銀時計がある。

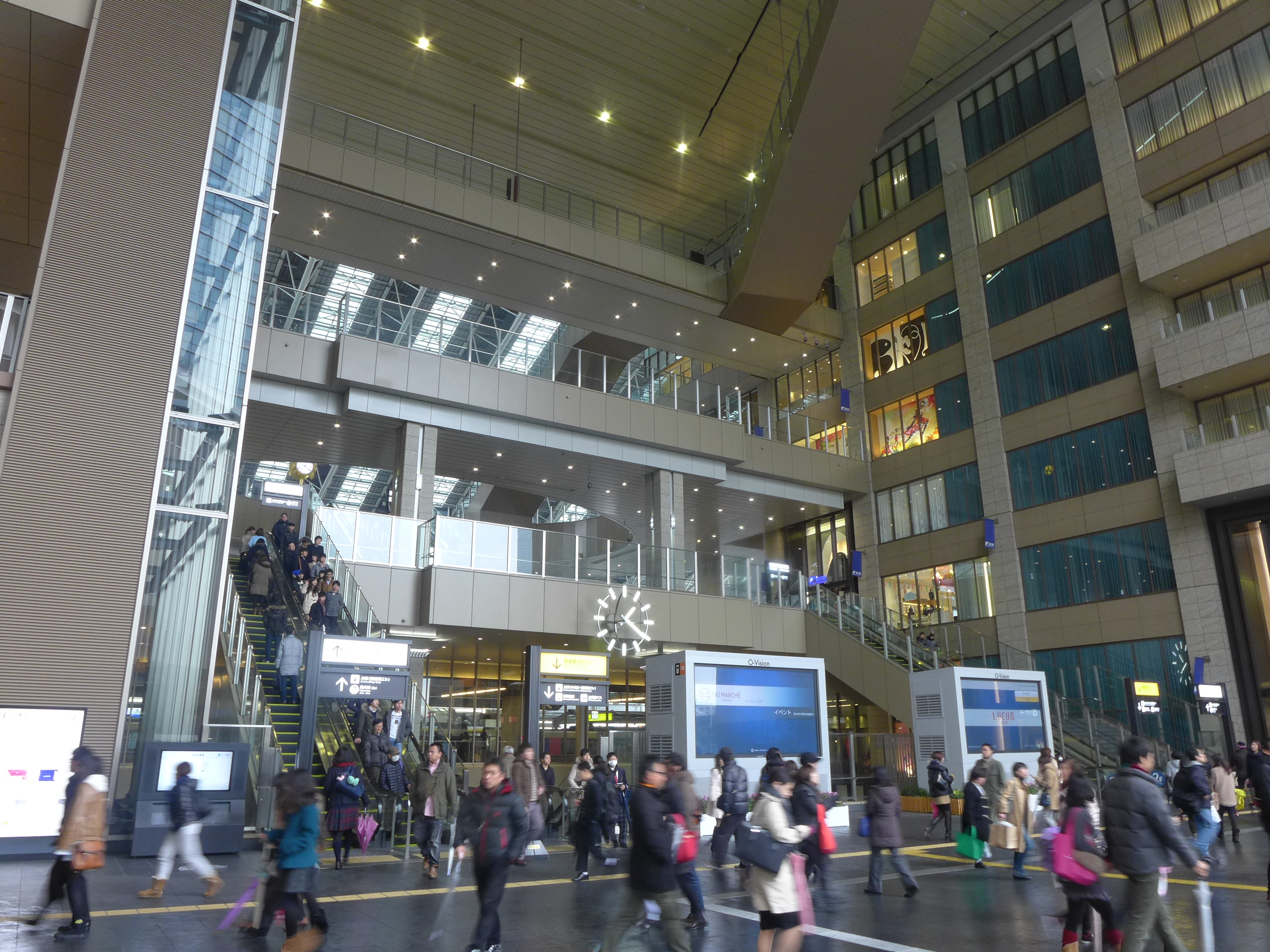
アトリウム広場
ノースゲートビル中央の2階から9階までを占める大きな吹き抜け空間である。光時計が設置されている。
カリヨン広場
阪急梅田駅との連絡橋につながる地点に設けられる広場である。音楽を奏でる鐘楼時計「カリヨン」が設置される。
南ゲート広場
サウスゲートビルの南側に設置される広場である。水時計とソーラーパネルが設置される。
太陽の広場
サウスゲートビルの15階から17階に設置されるパティオ風広場である。太陽光発電による照明が用いられる。
和らぎの庭
ノースゲートビルの10階に設置される和モダンな庭である。桜・松・楓が植えられている。
風の広場
ノースゲートビルの11階に設置される憩いの広場である。水が流れ、つる薔薇の柱には花時計が設置される。
天空の農園
ノースゲートビルの14階（低層棟屋上）に設置される屋上農園である。1,500m2のスペースに水田、ぶどう棚、野菜畑、茶畑などがある。これらで収穫された作物はビル内のレストランで食材として使われる予定で、将来的には一般に農園を貸し出すことも検討している。

## 過去に存在した施設

### サウスゲートビルディング
- アクティ大阪 スカイレストラン・展望ロビー - 2011年2月末日をもって閉鎖。
  - 2012年4月17日にホテルグランヴィア大阪のエグゼクティブフロア「グランヴィアフロア」としてオープン[21]。

### ノースゲートビルディング
- JR大阪三越伊勢丹

### 駅構内施設
- ギャレ大阪
  - ルクア開業を控えた2011年3月31日に、大阪駅の改良工事に伴い閉館。西館は、2011年6月16日に新商業施設「ALBi（アルビ）」として再オープンしている[22]。本館跡地には、2012年10月31日に新商業施設「エキマルシェ大阪」が再オープンしている。
- フロートコート
  - 旧ギャレ大阪跡地にエキマルシェ大阪が開業することに伴い、当初はトラベルコートと共に撤去され、跡地はタクシー乗り場などを整備する予定[23]だったが、フロートコートが先行して閉店した。跡地は駅前広場として整備された。
- トラベルコート
  - フロートコートと同じく旧ギャレ大阪跡地にエキマルシェ大阪が開業することに伴い閉店。2013年6月に建物が解体された。
- デザートテラス
- ALBi（アルビ） - ギャレ大阪西館跡地に、2011年6月16日にオープン。
- 梅三小路

## その他

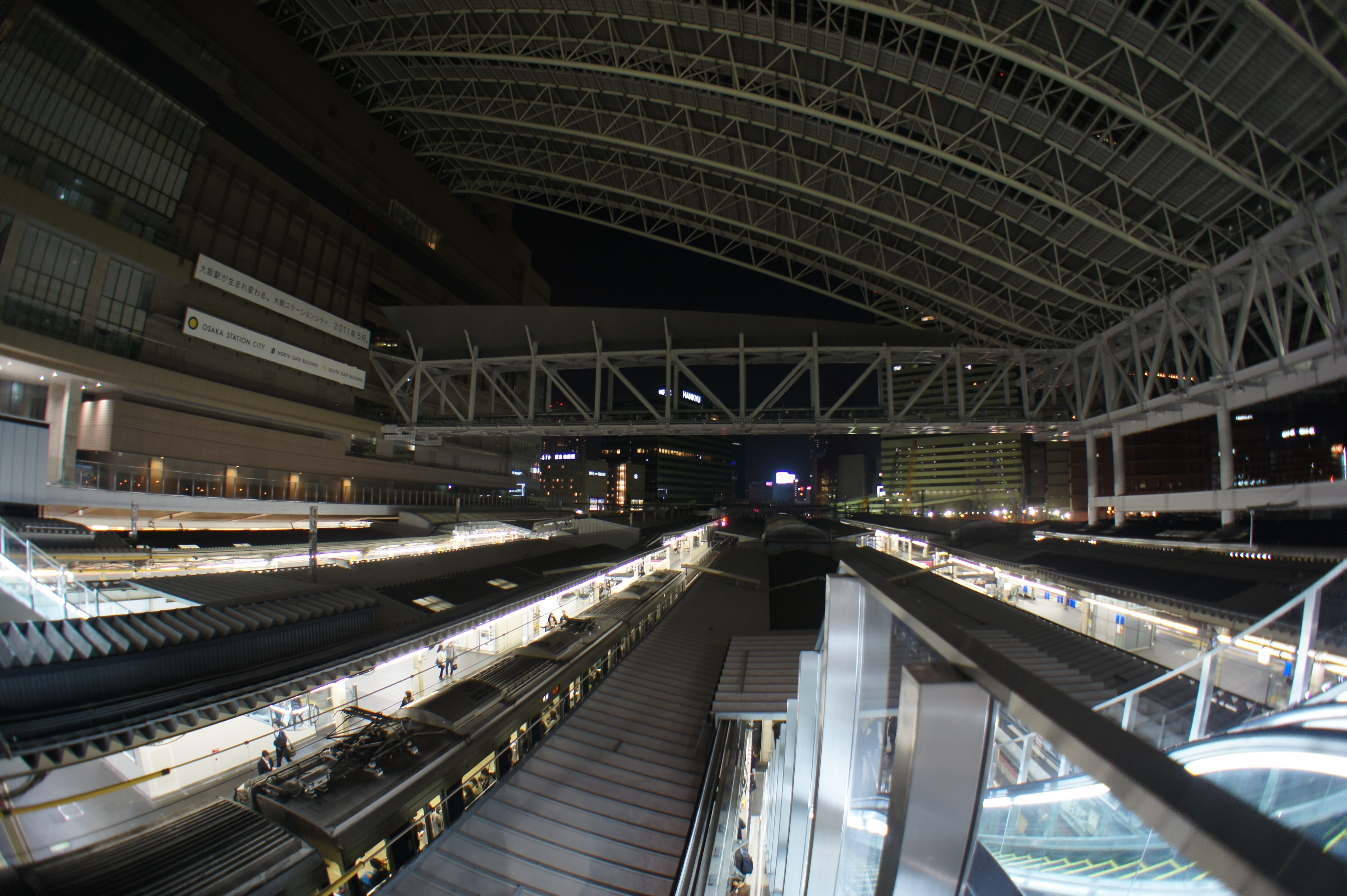
当初の大屋根直下、ホーム上屋

- 大阪ステーションシティ開業に合わせて、大阪駅のホーム上の屋根を端部以外取り外す計画があったが、風に飛ばされた雨が横から吹き込むことが判明し、JR西日本は一部の屋根をガラスに取り換えると計画を変更した[24]。
- 環境にやさしい駅「エコステーション」を目指し、15億円かけて環境対策が行われている。南北両ビルの屋上2,500m2は緑化され、ホーム屋根にはソーラーパネルが設置されている。ホーム上の大屋根に降った雨水は集められ、トイレなどに利用することで、1日あたり700tの水が節水できる予定である。
- 南北自由通路にはドライミストが設置されている。これらの施策で二酸化炭素の排出量が1割削減できる計画である。
- 「OSAKA STATION CITY J-WESTカード」が2011年春より発行されている。ベーシックとエクスプレスの2種類を用意し、通常のJ-WESTカードと比べて、大阪ステーションシティ内の施設でカード決済するとJ-WESTポイントが最大3%付与されるなどの特典が設けられている[25]。
- ノースゲートビル2階の西側には、買い物客が排気ガスの影響を受けないようにハイブリッドカーや電気自動車専用のタクシー乗り場が2011年5月23日から設置されている[26]。
- 南側桜橋口前の長距離バスのりばは2011年6月1日にノースゲートビル1階に移転している[27]。